# Pont-de-Buis-lès-Quimerch
Pont-de-Buis-lès-Quimerch is een gemeente in het Franse Kanton Faou dat behoort tot het departement Finistère, in de regio Bretagne. De plaats maakt deel uit van het arrondissement Châteaulin. Pont-de-Buis-lès-Quimerch telde op 1 januari 2022 3.571 inwoners.
In de gemeente ligt de spoorweghalte Pont-de-Buis.

## Geografie
De oppervlakte van Pont-de-Buis-lès-Quimerch bedroeg op 1 januari 2022 41,39 vierkante kilometer; de bevolkingsdichtheid was toen 86,3 inwoners per km².

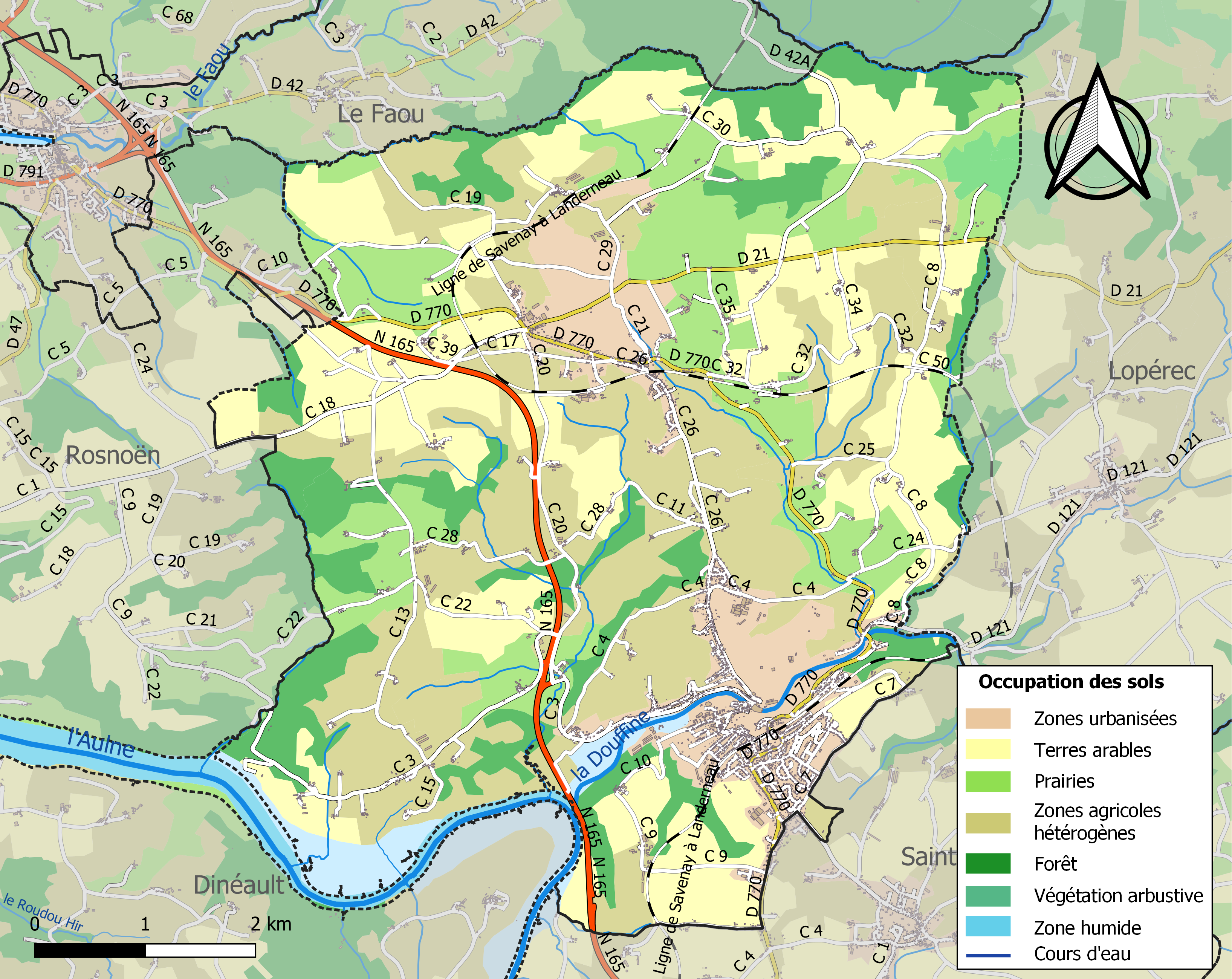
Kaart van de gemeente met belangrijkste infrastructuur, bodemgebruik en omliggende gemeenten

## Demografie
Onderstaande figuur toont het verloop van het inwonertal (bron: INSEE-tellingen).